# Law Kin Chong
Law Kin Chong (Hong Kong, 28 de novembro de 1960) é um empresário sino-brasileiro do mercado imobiliário de locação de lojas e galerias na 25 de Março, São Paulo. Também é conhecido por ser contrabandista, e ter tentado subornar o presidente de uma CPI que o investigava na época.
Law Kin Chong também contribui com o desenvolvimento cultural entre Brasil e China, auxiliando na integração dos imigrantes com a sociedade local, com a língua, os costumes e a legislação. É visto como líder da comunidade sino-brasileira, e seu filho Thomas Law continua seu legado, sendo presidente do Instituto Sociocultural Brasil China (IBRA-CHINA) e representando sua comunidade politicamente.